# La Nuit du tigre (roman de Allingham)
Cet article concerne le roman de Margery Allingham. Pour l'article sur le roman de Robert van Gulik, voir La Nuit du Tigre.
La Nuit du tigre (The Tiger in the Smoke) est un roman policier de Margery Allingham, publié en 1952. C'est le quatorzième roman où apparaît son héros récurrent, l'aventurier Albert Campion.

## Résumé
Jack Havoc, un ancien militaire qui s'est évadé de prison, est une fois de plus en cavale dans les rues de Londres. Dans les squares minables entourés de maisons délabrées, dans les ruelles sombres et les pubs enfumés, la rumeur court qu'est de retour en ville ce criminel vicieux et rusé qui se qualifie lui-même comme un artiste du couteau. Albert Campion et l'inspecteur Charles Luke sont chargés de contrer l'assassin et de lui mettre la main au collet avant que ne tombe sur la ville l'épais brouillard de novembre. 
Or, Havoc poursuit un véritable « trésor » qui le pousse à se déplacer de Londres au continent, en Normandie. Il découvre que le trésor n'est pas ce qu'il pensait être ; il est trop tard pour reculer. Il trouve la mort dans de mystérieuses circonstances. Albert Campion déploie tout son flair pour éclaircir ce mystère.

## Honneurs et distinctions
La Nuit du tigre occupe la 26e place au classement des cent meilleurs romans policiers de tous les temps établie par la Crime Writers' Association en 1990.
L'écrivain J. K. Rowling a révélé dans une interview que La Nuit du tigre était son roman policier favori.

## Adaptation
- 1956 : Tiger in the Smoke, film britannique réalisé par Roy Ward Baker, adaptation du roman éponyme, avec Donald Sinden, Muriel Pavlow et Bernard Miles

## Sources
- LeRoy Lad Panek et Stéphane Bourgoin (trad. Gérard Coisne), British mystery : histoire du roman policier classique anglais [« Watteau's Sheperds »], Amiens, Encrage, 1990 (ISBN 978-2-906389-18-2, OCLC 34519906), p. 135 à 152.